# Kim Weon-Kee
Kim Weon-Kee (Corea del Sur, 6 de enero de 1962-Gangwon, 27 de julio de 2017) fue un deportista coreano especialista en lucha grecorromana donde llegó a ser campeón olímpico en Los Ángeles 1984.

## Carrera deportiva
En los Juegos Olímpicos de 1984 celebrados en Los Ángeles ganó la medalla de oro en lucha grecorromana de pesos de hasta 62 kg, por delante del luchador sueco Kent-Olle Johansson (plata) y del suizo Hugo Dietsche (bronce).